# 瓦谢尔昂坎
瓦谢尔昂坎（法語：Vachères-en-Quint，法語發音：[vaʃɛʁ ɑ̃ kɛ̃]）是法国德龙省的一个市镇，属于迪镇区。

## 地理
瓦谢尔昂坎（44°47'22"N, 5°15'36"E）面积5.14 平方千米，位于法国奥弗涅-罗讷-阿尔卑斯大区德龙省，该省份为法国东南部内陆省份，北起顺时针与伊泽尔省、上阿尔卑斯省、上普罗旺斯阿尔卑斯省、沃克吕兹省和阿尔代什省接壤。
与瓦谢尔昂坎接壤的市镇（或旧市镇、城区）包括：埃格吕-埃斯库兰、蓬泰、圣昂代奥勒、圣克鲁瓦。

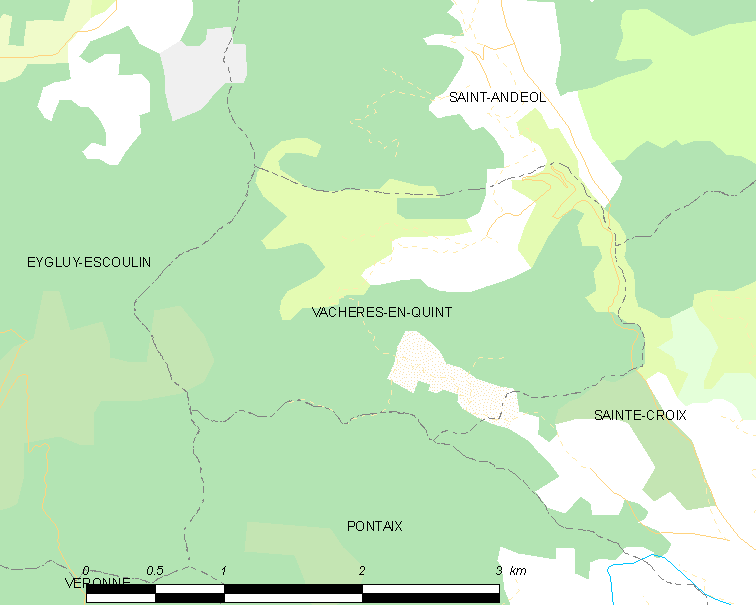
瓦谢尔昂坎的OSM定位图

瓦谢尔昂坎的时区为UTC+01:00、UTC+02:00（夏令时）。

## 行政
瓦谢尔昂坎的邮政编码为26150，INSEE市镇编码为26359。

## 政治
瓦谢尔昂坎所属的省级选区为迪瓦县。

## 人口

1962-2008年间瓦谢尔昂坎人口变化图示

瓦谢尔昂坎于2022年1月1日时的人口数量为35人。